# Go, Went, Gone
Go, Went, Gone är Kristofer Åström & Hidden Trucks debutalbum, utgivet 1998.

## Låtlista
1. "Cat Eye Song" - 2:29
2. "Poor Young Man's Heart" – 5:04
3. "Yeah, Oh That's Nice" – 5:29
4. "Hangover Dream" – 2:26
5. "Major Hombre" – 3:50
6. "Masterdamn" – 3:10
7. "The Old Man's Meadow" – 4:16
8. "Winter Moment" – 5:01
9. "Cricket Song" – 5:22
10. "How Come Your Arms Are Not Around Me" – 4:55
11. "Douglas Furtree" – 1:50

## Personal
- Kristofer Åström - sång, akustisk gitarr, elgitarr, bas, producent
- Per Nordmark - trummor
- Peter Hermansson - piano, orgel
- Paul Bothén - orgel, tamburin, dragspel, producent, ljudtekniker
- Martin Johannesson - Pedal steel

## Mottagande
Dagens skiva gav betyget 9/10 och Nöjesguiden 5/6.

### Fotnoter
1. ↑  ”Go, Went, Gone”. Discogs.com. http://www.discogs.com/Kristofer-%C3%85str%C3%B6m-Hidden-Truck-Go-Went-Gone/release/2132790. Läst 26 februari 2012.
2. ↑  ”Go, Went, Gone”. Kritiker.se. https://kritiker.se/skivor/kristofer-astrom/go-went-gone/. Läst 26 februari 2012.